# L'Homme blessé
L'Homme blessé (bra: O Homem Ferido) é um filme francês de 1983 dirigido por Patrice Chéreau e escrito por ele e Hervé Guibert. É estrelado por Jean-Hugues Anglade e Vittorio Mezzogiorno. Ganhou o Prêmio César de melhor roteiro original e foi inscrito no Festival de Cinema de Cannes de 1983.

## Elenco
- Jean-Hugues Anglade - Henri
- Vittorio Mezzogiorno - Jean Lerman
- Roland Bertin - Bosmans
- Lisa Kreuzer - Elisabeth
- Claude Berri - O cliente
- Armin Mueller-Stahl - O pai
- Annick Alane - A mãe
- Sophie Edmond - A irmã
- Hammou Graïa - O homem da estação
- Gérard Desarthe - O homem que chora
- Denis Lavant
- Maria Verdi
- Suzanne Chavance
- Roland Chalosse
- Eddy Roos
- Charly Chemouny